# Carmen Ejogo
Carmen Elizabeth Ejogo (Kensington (Londen), 22 oktober 1973) is een Britse-Amerikaanse actrice.

## Biografie
Ejogo is een dochter van een Schotse moeder en een Nigeriaanse vader, en heeft een zus. Ejogo was in het verleden getrouwd met Tricky, vanaf 2000 is zij getrouwd met Jeffrey Wright. Met Wright heeft zij twee kinderen. Ejogo is ook lid van Mensa, een organisatie voor hoogbegaafden.

## Prijzen

### Black Reel Awards
- 2006 in de categorie Beste Actrice in een Bijrol met de film Lackawanna Blues – gewonnen.
- 2001 in de categorie Beste Actrice met de film Sally Hemings: An American Scandal – genomineerd.

### Image Awards
- 2006 in de categorie Uitstekende Actrice in een Film met de film Lackawanna Blues – genomineerd.
- 2002 in de categorie Uitstekende Actrice in een Film met de film Boycott – genomineerd.

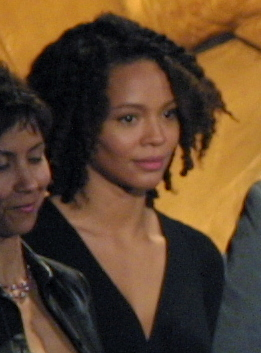
Carmen Ejogo

## Filmografie

### Films
Uitgezonderd korte films.
- 2022 Forty Winks - als Nina Sherman
- 2019 Rattlesnake - als Katrina Ridgeway
- 2018 Fantastic Beasts: The Crimes of Grindelwald - als president Seraphina Picquery
- 2017 Roman J. Israel, Esq. - als Maya Alston
- 2017 Alien: Covenant - als Karine
- 2017 It Comes at Night - als Sarah
- 2016 Fantastic Beasts and Where to Find Them - als president Seraphina Picquery
- 2015 Born to Be Blue - als Jane / Elaine
- 2014 Selma - als Coretta Scott King
- 2014 The Purge: Anarchy - als Eva Sanchez
- 2012 Alex Cross - als Maria Cross
- 2012 Sparkle - als Sister
- 2009 Away We Go - als Grace
- 2008 Pride and Glory - als Tasha
- 2007 The Brave One - als Jackie
- 2007 M.O.N.Y. - als Francine Tyson
- 2005 Lackawanna Blues - als Alean
- 2004 Noel - als Dr. Batiste
- 2001 What's the Worst That Could Happen? - als Amber Belhaven
- 2001 Boycott - als Coretta Scott King
- 2001 Perfume - als Chloe
- 2000 Love's Labour's Lost - als Maria
- 2000 Sally Hemings: An American Scandal - als Sally Hemings
- 1999 Tube Tales - als meisje
- 1998 The Avengers - als Brenda
- 1998 I Want You - als Amber
- 1997 Metro - als Veronica Tate
- 1986 Absolute Beginners - als Carmen

### Televisieseries
Uitgezonderd eenmalige gastrollen.
- 2020 - 2022 Your Honor - als Lee Delamere - 9 afl.
- 2020 Self Made: Inspired by the Life of Madam C.J. Walker - als Addie - 4 afl.
- 2019 True Detective - als Amelia Reardon - 8 afl.
- 2017 The Girlfriend Experience - als Bria Jones - 7 afl.
- 2013 Zero Hour - als Becca Sunjata - 13 afl.
- 2011 Chaos - als Fay Carson - 13 afl.
- 2006 – 2007 Kidnapped - als Turner - 13 afl.
- 1998 Colour Blind - als Rose-Angela Patterson - 2 afl.
- 1996 Cold Lazarus - als Blinda - 4 afl.